# Sīleh
Sīleh (persiska: سيله, سيلاه) är en ort i Iran.   Den ligger i provinsen Chahar Mahal och Bakhtiari, i den centrala delen av landet, 500 km söder om huvudstaden Teheran. Sīleh ligger 1 989 meter över havet och antalet invånare är 764.
Terrängen runt Sīleh är kuperad åt sydväst, men åt nordost är den bergig. Runt Sīleh är det ganska glesbefolkat, med 38 invånare per kvadratkilometer. Närmaste större samhälle är Ālūnī, 15,8 km nordväst om Sīleh. Omgivningarna runt Sīleh är i huvudsak ett öppet busklandskap.